# El alcalde de Zalamea

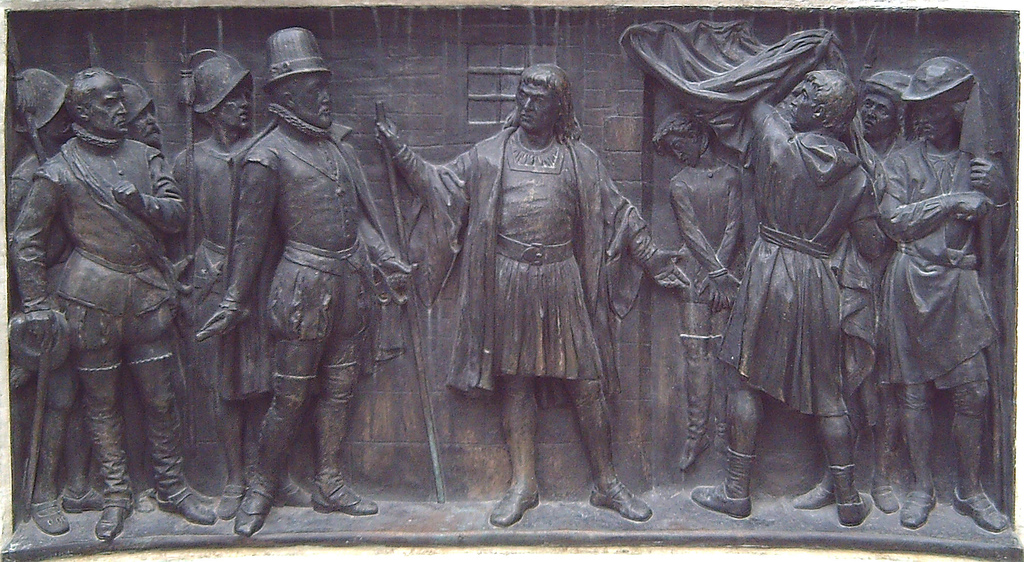
El alcalde de Zalamea. Relleu en bronze, detall del monument a Pedro Calderón de la Barca a Madrid, obra de Juan Figueras y Vila, 1878

El alcalde de Zalamea (en català L'alcalde de Zalamea) és una obra dramàtica de Pedro Calderón de la Barca (1600-1681), escrita probablement el 1636. És una de les peces més conegudes i representades del Segle d'Or de la literatura castellana. S'enquadra dins de la literatura barroca i és classificada com un drama d'honor. Tracta de reflectir les preocupacions de l'edat moderna sobre la justícia i la dignitat de l'individu, que emanen de Déu, contra el poder polític i el fur o jurisdicció militar. També s'enfronten el sentit de l'honor (individual i familiar) i l'honra (social) estamentals d'un home fet a si mateix com Pedro Crespo, que es pren la justícia pel seu compte quan és nomenat alcalde i, per tant, jutge civil contra l'esprit de corps del fur militar o jurisdicció castrense, representat per Don Lope de Figueroa, Don Álvaro de Ataide i Rebolledo, i la decadent noblesa rural representada pel gentilhome pobre Don Mendo.

## Argument
L'obra narra el drama viscut a la localitat extremenya de Zalamea de la Serena en passar les tropes espanyoles amb motiu de la guerra de Portugal de 1580. El capità, Don Álvaro de Ataide, personatge d'extracció nobiliària, és allotjat a la casa del llaurador més ric de la localitat, Pedro Crespo, i segresta i ultratja la seva bella filla Isabel. Quan Pedro Crespo intenta posar remei a la situació, ofereix béns a Don Álvaro perquè es casi amb Isabel, però Don Álvaro la rebutja perquè és vilatana, és a dir de classe inferior. Aquest menyspreu afronta definitivament l'honor de tota la família de Pedro Crespo. En ple trauma familiar, Pedro Crespo és elegit alcalde de Zalamea i, seguint la querella cursada a la justícia per la ultratjada Isabel, sense posseir jurisdicció sobre l'estament militar, deté, jutja i fa ajusticiar Don Álvaro donant-li garrot. La trama es resol quan el rei Felip II revisa la decisió de l'alcalde, la ratifica i el premia nomenant-lo alcalde perpetu de Zalamea.

## Personatges
- El rei Felip II
- Don Lope de Figueroa
- Don Álvaro de Ataide, capità
- Un sergent
- Soldats
- Rebolledo, soldat
- La Chispa, acompanyant femenina
- Pedro Crespo, llaurador i més tard alcalde de Zalamea
- Juan, fill de Pedro Crespo
- Isabel, filla de Pedro Crespo
- Inés, cosina d'Isabel
- Don Mendo, gentilhom
- Nuño, criat de Don Mendo
- Escrivà
- Vilatans

## Representacions destacades
Entre les desenes de representacions de l'obra al llarg dels segles XIX i XX, podem esmentar les següents com a més destacades:
- Teatro de la Zarzuela, Madrid, 1865.[2] Intèrprets: José Valero, Julián Romea.
- Teatro Español, Madrid, 1872. Intèrprets: Rafael Calvo.[3]
- Teatro Español, Madrid, 1889. Intèrprets: Antonio Vico, Ricardo Calvo.[3]
- Teatro Español, Madrid, 1909. Intèrprets: Enric Borràs, Carmen Cobeña, Leovigildo Ruiz Tatay, Rafaela Lasheras, Sr. Manso.[4]
- Teatro Price, Madrid, 1913. Intèrprets: Enric Borràs, Ana Adamuz, Rafaela Lasheras, Sr. Nogueras.[5]
- Teatro Centro, 1919. Intèrprets: Ricardo Calvo, Matilde Moreno.
- Teatro Español, Madrid, 1932. Direcció: Cipriano Rivas Cherif. Decorats: Sigfrido Burmann. Intèrprets: Enric Borràs, Margarida Xirgu.
- Teatre Calderón, Barcelona, 1962.[6] Intèrprets: Carlos Lemos, Fernando Guillén, Gemma Cuervo, Luisa Sala, Manuel Arbó, Avelino Cánovas.
- Teatre Español, 1965. Direcció: Humberto de la Ossa. Intèrprets: Guillermo Marín, Francisco Pierrá, Arturo López, Victoria Rodríguez, Sonsoles Benedicto.
- Televisió (Teatre de sempre, TVE, 1967). Intèrprets: Fernando Delgado, Lola Cardona, Joaquín Pamplona, Nicolás Dueñas.
- Televisió (Estudio 1, TVE, 26 de març de 1968). Realització: Alberto González Vergel. Intèrprets: José María Prada, Ana María Vidal, Emilio Gutiérrez Caba, Pablo Sanz, Sancho Gracia, Alicia Hermida.
- Centro Cultural de la Villa, Madrid, 1979.[7] Intèrprets: Fernando Fernán Gómez, Emma Cohen, Gabriel Llopart, Carmen Rossi, Joaquín Kremel, Manuel de Benito.
- Teatro de la Comedia, Madrid, 1988. Direcció: José Luis Alonso. Intèrprets: Jesús Puente, Àngel Picazo, Adriana Ozores, Juan Gea, Resu Morales, Antonio Carrasco.

Aquesta obra també és representada des de 1994, de dijous a diumenge, cada tercera setmana del mes d'agost, a l'aire lliure a Zalamea de la Serena (Badajoz), per 500 veïns i veïnes d'aquesta localitat, dirigits per Miguel Nieto i Isabel Castro, en un espai de 100 m de llarg per 58 m de profunditat, on s'ubiquen set espais escènics envoltats per unes grades per a 2.000 espectadors i un espai per a 500 cadires.
El 2008 la Junta d'Extremadura la va qualificar de Festa d'Interès Turístic Regional.
El 2011 fou premiada amb la Medalla d'Extremadura.